# Falsterbo fyr

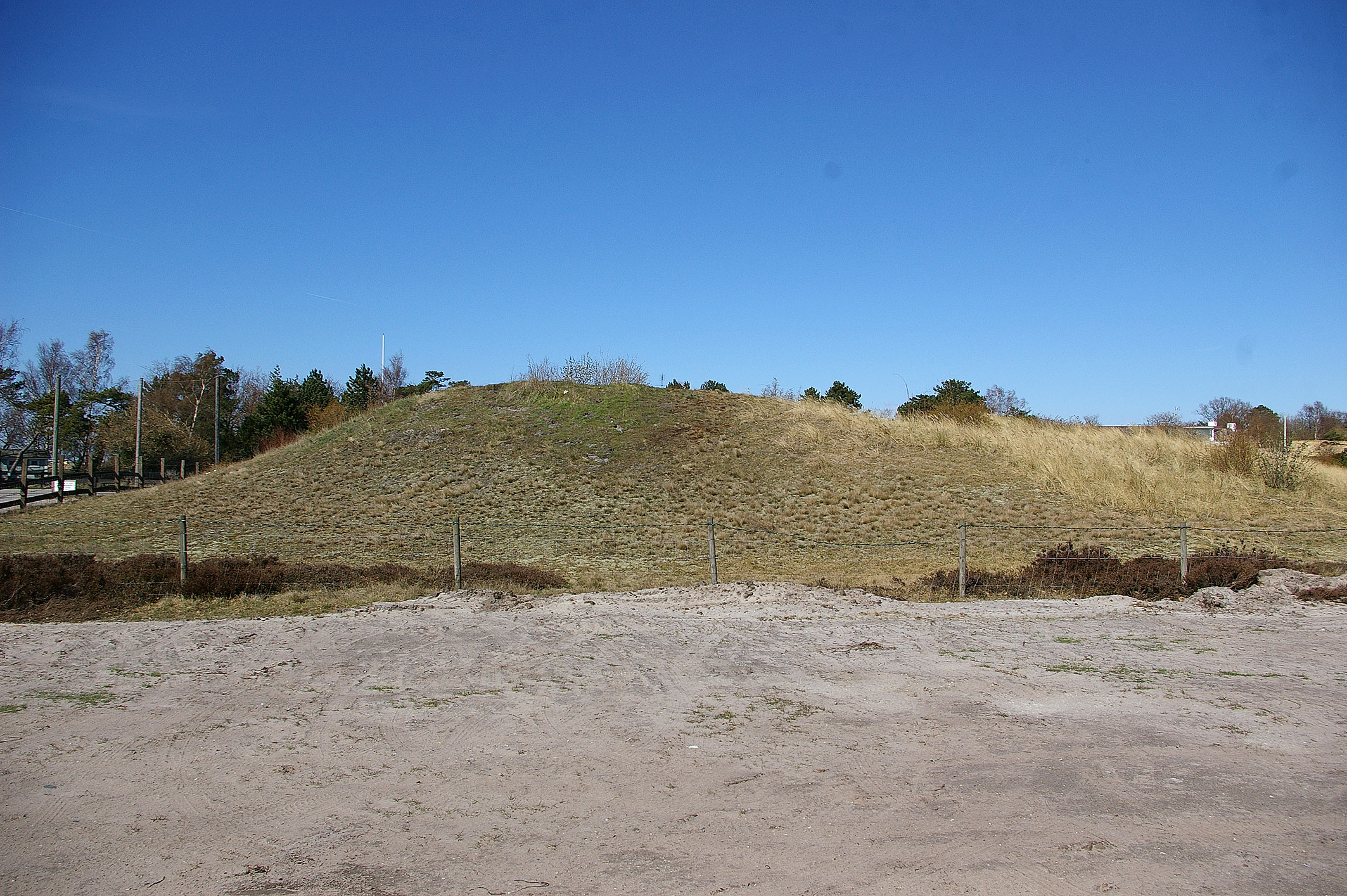
Kolabacken 2009.

Falsterbo fyr är en fyr på Falsterbohalvöns södra udde. 

## Privilegiebrevet
Den danske kungen Valdemar Sejr utställde ett privilegiebrev någon gång efter ca 1222–1241 efter anmodan av ”bröderna av predikareorden”, det vill säga dominikanorden.
Valdemar, av Guds nåde danernas och slavernas konung, önskar alla som kommer att läsa detta brev frälsning och nåd. När en anhållan är rimlig är det också lämpligt att den bifalles med välvilja. Därför tillkännager vi för hela menigheten i Lübeck att vi beviljar den framställan som gjorts av bröderna i Predikarorden, och av kärlek till alla handelsmän, att man uppför ett tydligt märke i Falsterbo, för att undvika fara för de seglande, ja vi vill därtill framföra vårt tack till alla som verksamt bidrar till ett så fromt företag. Men för att denna anläggning, som uppförts med så stora utlägg och mödor, skall äga bestånd utan avbräck förbjuder vi strängeligen och vid förlust av vår nåd alla i vårt rike att egenmäktigt, öppet eller fördolt, skada eller ödelägga den, och i detta syfte har vi utfärdat denna skrivelse, som vi styrkt med vårt sigill. Vi vill därutöver stödja denna anläggning på tillbörligt sätt och beviljar fri möjlighet att inom vårt rike avverka de träd som är nödvändiga för detta ändamål.
Privilegiebrevet som omtalar detta "märke" fanns i Lübecks stadsarkiv. 
Vilka dominikaner som uppvaktat den danske kungen är dock okänt. Dominikanerklostret i Lübeck grundades 1229 men då fanns redan dominikanerorden etablerad i Lund sedan 1222/1223. Bröderna från Lund hade dessutom tidigt intressen på Falsterbohalvön.
Om märket uppfördes finns inga källuppgifter på men rimligen bör det i så fall ha placerats på den förrädiska södra udden av Falsterbohalvön.
Den senare fyrplatsen på nuvarande Kolabacken är emellertid, som namnet anger, en plats med mängder av kolstybb i marken vilket vittnar om spår från vippfyren från 1635–1795. När vippfyren uppfördes 1635 användes träkol för att tända stenkolen. Det finns inga tecken på en tidigare medeltida fyr, men endast en arkeologisk utgrävning och C14-prov på lagerbundet kol kan ge klarhet om det funnits en fyr på Kolabacken före 1600-talet.

## Den äldsta fyren
År 1635 den 15 oktober gavs order om att bygga den äldsta kända fyren, en s.k. vippfyr, på backen. Om denna haft en föregångare omnämns alltså inte. 1600-talets vippfyr bestod av ett åtta meter högt trästativ med en lång hävarm i vars ena ände en järnkorg för bränslet var fastgjord. En uppgift från 1700-talet berättar att fyren i blåsväder drog fem liter stenkol som måste påfyllas sex gånger i timmen. Under eldningssäsongen, som varade från augusti till maj brändes totalt ca 600 tunnor stenkol.
Den 23 juni 1749 beskrivs fyren av Carl von Linné:
| ”                | Lyktan står inemot södersta udden för de sjöfarande, att de ej må stranda på revet. Lyktan är en korg av järn, som hänger på en hög stolpe lik en brunnsvind, uti vilken stenkol brännes om nätterna. | „ |
| – Carl von Linné | |   |

## Den nuvarande fyren
| Fyren exteriört. |  | Den stora vindeltrappan. |
| Fyren exteriört. |  | Den stora vindeltrappan. |

Den nuvarande fyrbyggnaden, som ligger betydligt längre söderut jämfört med Kolabacken, uppfördes åren 1793–1795 efter ritningar av Olof Tempelman. Den 25 meter höga fyren eldades från början i toppen med öppen stenkolseld. År 1843 inköptes en fransk linsutrustning och man övergick till rovolja som bränsle. Samtidigt inbyggdes tornets öppna övervåning och den nuvarande lanterninen tillkom.
Över fyrtornets portarna fanns minnesplattor med bl.a. inskriptionen:
| ” | Den finner vägen och undviker faran som ledes av ljuset | „ |

Inskriptionerna är idag övermålade.
Trots den nya fyren blev man 1831 tvungen att utlägga Sveriges första fyrskepp, egentligen endast ett inhyrt handelsskepp, vid Falsterborev. Revet ligger söder om ön Måkläppen. Skeppet ersattes snart med ett permanent fyrskepp, ”Cyklop”.
Fyrpersonalen på tre familjer hade sina 1-rumsbostäder i fyrens andra våning med gemensamt kök. År 1935 underlättades arbetet vid fyren genom elektrisk installation. Samma år blev fyren byggnadsminnesmärke. 1972 automatiserades fyren. 1990 släcktes fyren. Tre år senare övertog Vellinge kommun fyren från Sjöfartsverket. Fyren tändes åter men blott med en 40 watt ”turistlampa” till glädje för befolkningen och turister.
Fyrvaktarbostaden i fyren har numera inretts av bland andra Falsterbo museum, och den ser ut ungefär som den gjorde i mitten av 1800-talet.